# Raión de Udomlia
El raión de Udomlia (ruso: Удо́мельский райо́н) es un distrito administrativo (raión) ruso perteneciente a la óblast de Tver. Su forma de autogobierno local es desde 2015 la de ókrug urbano (Удо́мельский городской округ), albergando su territorio un único ayuntamiento con sede en la capital distrital homónima. Se ubica en el norte de la óblast.
En 2021, el raión tenía una población de 30 797 habitantes, de los cuales unos veinticinco mil viven en la ciudad de Udomlia. Los otros cinco mil habitantes se reparten en 257 pedanías, de las cuales las más pobladas son Brúsovo y Riad, de algo más de novecientos y quinientos habitantes respectivamente.
El raión es limítrofe al norte con la óblast de Nóvgorod.